# دوري لاوس لكرة القدم 1995
دوري لاوس لكرة القدم 1995 هو موسم من دوري لاوس لكرة القدم. فاز فيه Lao Army F.C. ‏.